# Mark Twain
Samuel Langhorne Clemens (født 30. november 1835, død 21. april 1910) var en berømt og populær amerikansk humorist, forfatter og foredragsholder. Han er bedre kendt under sit nom de plume Mark Twain. Ernest Hemingway har udråbt hans Huckleberry Finn som grundlæggeren af den amerikanske litteratur.
Navnet "Mark Twain" stammer fra hans barndom. Han boede ved den lavvandede Mississippi, og han hørte hele tiden matroserne på floddamperne råbe "Mark twain" (to favne), når de målte vanddybden med måle-reb og råbte vanddybden. Der var risiko for at grundstøde på en mudderbanke i floden. "Twain" er et gammelt ord for "two".
Kort før sin død skrev Mark Twain sin selvbiografi, der efter hans eget ønske først udkom i 2010. Eksperter mener, det skyldes hans yderst åbenhjertige udtalelser.

## Bøger
- The Innocents Abroad 1869
- Curious Republic of Gondour 1870
- A Burlesque Autobiography 1871
- Roughing It 1872
- The Gilded Age 1873
- Sketches New and Old 1875
- The Adventures of Tom Sawyer 1876
- Carnival of Crime in CT 1877
- A Tramp Abroad 1880
- 1601 1880
- The Prince and the Pauper 1881
- The Stolen White Elephant 1882
- Life on the Mississippi 1883
- The Adventures of Huckleberry Finn 1885
- A Connecticut Yankee in King Arthur's Court 1889
- The American Claimant 1892
- Tom Sawyer Abroad 1894
- The Tragedy of Pudd'nhead Wilson 1894
- Tom Sawyer, Detective 1896
- Personal Recollections of Joan of Arc Vol 1 1896
- Personal Recollections of Joan of Arc Vol 2 1896
- How to Tell a Story and Others 1897
- Following the Equator 1897
- The Man that Corrupted Hadleyburg and other Stories 1900
- A Double Barrelled Detective 1902
- Extracts from Adam's Diary 1904
- A Dog's Tale 1904
- The $30,000 Bequest 1906
- What is Man? and Other Essays of Mark Twain 1906
- Mark Twain's Speeches 1906
- Christian Science 1907
- A Horse's Tale 1907
- Is Shakespeare Dead? 1909
- Extract from Captain Stormfield's Visit to Heaven l909
- The Mysterious Stranger 1916 uncompleted
- Alonzo Fitz and Other Stories
- Essays on Paul Bourget
- Fenimore Cooper's Literary Offences
- Goldsmith's Friend Abroad Again
- In Defense of Harriet Shelley
- On the Decay of the Art of Lying
- Some Rambling Notes of an Idle Excursion
- The Boys Life of Mark Twain
- Those Extraordinary Twins
- Mark Twain a Biography Volume I Part 1 1835-1866
- Mark Twain a Biography Volume I Part 2 1866-1875
- Mark Twain a Biography Volume II Part 1 1875-1886
- Mark Twain a Biography Volume II Part 2 1886-1900
- Mark Twain a Biography Volume III Part 1 1900-1907
- Mark Twain a Biography Volume III Part 2 1907-1910
- Mark Twain's Letters 1867-1875
- Mark Twain's Letters 1876-1885
- Mark Twain's Letters 1886-1900
- Mark Twain's Letters 1901-1906
- Mark Twain's Letters 1907-1910
- Mark Twain's Letters, Complete